# Spel zonder grenzen
Spel zonder grenzen (Frans: Jeux Sans Frontières (JSF); Engels: It's a Knock-out; Duits: Spiel ohne Grenzen; Italiaans: Giochi senza Frontiere) was een amusementsprogramma van de Europese Radio-unie (EBU) waarin teams uit verschillende landen met elkaar de strijd aanbonden. In Nederland werd het programma uitgezonden door de NCRV en de TROS, in België door de toenmalige RTB en BRT.
In Nederland werden van het programma tien edities uitgezonden, namelijk in de perioden 1970-1977 en 1997-1998. In België werd het programma twintig edities lang uitgezonden, namelijk in de perioden 1965-1982 en 1988-1989. België won twee keer (in 1965 won Ciney en in 1982 won Rochefort), waaronder één gedeelde overwinning. De Belgische uitzendingen werden gepresenteerd door Jan Theys, Marc Van Poucke en Mike Verdrengh.

## Spel zonder grenzen in vogelvlucht
Spel zonder grenzen was een internationale versie van Zeskamp en Stedenspel. Er waren vier teams uit vier verschillende landen die het in een aantal ronden tegen elkaar opnamen. Dick Passchier presenteerde voor de NCRV, samen met Judith Bosch het programma namens Nederland. In 1997 kwam het programma terug bij de TROS, met Jack van Gelder als presentator.

## Deelname in 1997
Vanaf 1997 werd het programma in Nederland door de TROS uitgezonden. Nederland deed toen mee aan deze twee edities. In 1997 werden de reguliere uitzendingen van het spelprogramma opgenomen in Boedapest, terwijl de finale in Portugal werd gehouden. Het Portugese team, uit Amadora, wist dat jaar Spel zonder grenzen te winnen. De overige deelnemers kwamen uit Hongarije (gele outfit - landcode: H), Slovenië (paars - SLO), Italië (wit - I) , Frankrijk (lichtblauw - F), Nederland (oranje - NL), Zwitserland (rood - CH) en Griekenland (donkerblauw - GR). In 1997 presenteerde Jack van Gelder het programma. In de zesde voorronde haalde Heerlen een eerste plaats met 76 punten en zij kwalificeerden voor de finale. Daar stonden ze altijd in de topposities, maar presteerden slecht in het laatste spel voor dubbele punten, waardoor ze uiteindelijk vijfde werden, met vijf punten verschil op nummer één.

## Deelname in 1998
In 1998 deed Nederland weer mee. De winnaar van dat jaar was de Hongaarse gemeente Százhalombatta. De serie werd toen opgenomen in Trento (Italië).
Net als vorig jaar was Jack van Gelder de commentator, in 1998 werd hij hierin bijgestaan door Ron Boszhard die de presentatie van de spellen verzorgde. Dit jaar deed Slovenië niet mee, zodat er zeven landen aan deze editie deelnamen: Hongarije, Nederland, Frankrijk, Griekenland, Portugal, Zwitserland, Italië. De kleuren van de tenues waren hetzelfde als in 1997, alleen het paars (van Slovenië) ontbrak. Vlieland haalde in de eerste voorronde de beste klassering (tweede plaats met 76 punten). Het verloop van Nederland was vergelijkbaar met dat van 1997: ze stonden veel in de topposities en door het laatste spel voor dubbele punten presteerden ze slecht, waardoor ze op het laatste moment terugzakten in het klassement. Uiteindelijk leverde dit een nipte derde plaats op met 67 punten.
Begin 1999 zijn deze uitzendingen uitgezonden.

## 1999
In 1999 werd de 30e serie van Spel zonder grenzen uitgezonden. Aan deze editie deden slechts zes landen mee: Italië, Frankrijk, Zwitserland, Hongarije, Slovenië en Griekenland. De finale van Spel zonder grenzen werd gewonnen door Bolzano Südtirol in het thuisland Italië waar deze editie werd opgenomen op en rond het kasteeleiland van Le Castella. De finale werd ook gewonnen door Italië. Nederland deed niet meer mee en België participeerde al niet meer sinds 1989. De EBU kondigde na deze serie aan dat er gezocht zou worden naar een nieuwe vorm voor het programma, met name om de hoge productiekosten te drukken. Er is daarom geen nieuwe serie gemaakt van Spel zonder grenzen.

## 2007
Oorspronkelijk was er door de EBU voor 2007 een nieuwe reeks van Spel zonder grenzen aangekondigd. Begin juni werd echter bekendgemaakt dat het programma in ieder geval niet in dit jaar zou worden opgenomen, voornamelijke vanwege het kostenaspect. Nederland, België, Spanje, Portugal, Slovenië, Italië, Kroatië (voor het eerst) en Griekenland hadden toegezegd te participeren in JSF 2007. Hoewel het nieuwe seizoen voor 2008 werd aangekondigd, stierf het programma een stille dood.

## Overzicht finaleresultaten Nederland en België
|      | Plaats Nederland    | Eindpositie (punten) | Plaats België     | Eindpositie (punten) |
| ---- | ------------------- | -------------------- | ----------------- | -------------------- |
| 1965 | -                   | -                    | Ciney             | gedeeld 1 (11)       |
| 1966 | -                   | -                    | Jambes            | 2 (onbekend)         |
| 1967 | -                   | -                    | Aat               | 6 (27)               |
| 1968 | -                   | -                    | Bressoux          | 5 (27)               |
| 1969 | -                   | -                    | Brugge            | 3 (31)               |
| 1970 | Alphen aan den Rijn | 2 (40)               | Verviers          | 4 (31)               |
| 1971 | Alphen aan den Rijn | 2 (38)               | Oostende          | 6 (28)               |
| 1972 | Venray              | gedeeld 2 (38)       | Leuven            | 5 (32)               |
| 1973 | Heusden - Altena    | 7 (24)               | Ieper             | 5 (32)               |
| 1974 | Zandvoort           | 7 (24)               | Vilvoorde         | gedeeld 5 (30)       |
| 1975 | Steenwijk           | gedeeld 4 (32)       | Knokke-Heist      | 3 (34)               |
| 1976 | Hilvarenbeek        | 6 (21)               | Geel              | 3 (40)               |
| 1977 | Nieuwegein          | 6 (31)               | Ukkel             | 2 (36)               |
| 1978 | -                   | -                    | Willebroek        | 6 (28)               |
| 1979 | -                   | -                    | Lierde            | 3 (40)               |
| 1980 | -                   | -                    | Merksem           | 3 (39)               |
| 1981 | -                   | -                    | Lessen            | 7 (19)               |
| 1982 | -                   | -                    | Rochefort         | 1 (45)               |
| 1988 | -                   | -                    | Profondeville     | gedeeld 2 (47)       |
| 1989 | -                   | -                    | Marche-en-Famenne | gedeeld 4 (41)       |
| 1997 | Heerlen             | 5 (63)               | -                 | -                    |
| 1998 | Vlieland            | 2 (67)               | -                 | -                    |

## Presentatoren

### Nederland
op alfabetische volgorde van achternaam (jaren zeventig bij de NCRV)
- Barend Barendse
- Judith Bosch
- Dick Passchier

op alfabetische volgorde van achternaam (jaren negentig bij de TROS)
- Ron Boszhard
- Jack van Gelder

### België

#### BRT
- Jan Theys (1969-1974)
- Willy Delabastita (1971-1973)
- Marc Van Poucke (1975)
- Regine Clauwaert (1975)
- Mike Verdrengh (1975-1982)
- Ann Michel (1977)
- Linda Lepomme (1980)
- Walter Capiau (1982)

#### RTB
- Jean-Claude Menessier (1965-1968)
- Paule Herreman (1965-1982)
- Michel Lemaire (1970-1981)
- Jacques Careuil (1974)
- Sylvie Rigot (1988-1989)
- Thierry Tinlot (1989)

## Deelnemende landen (1965-2007)
- 1965: Duitsland, België, Frankrijk & Italië.
- 1967: Groot-Brittannië en Zwitserland doen vanaf dat jaar ook mee met de 4 landen.
- 1970: Nederland doet voor de eerste keer mee tot 1977.
- 1978: Voormalig Joegoslavië neemt voor het eerst deel aan Spel zonder grenzen.
- 1979: Portugal breidt de groep deelnemende landen uit tot 8.
- 1988: Spanje doet voor de eerste keer mee aan Spel zonder grenzen.
- 1989: Het dwergstaatje San Marino doet ook individueel mee aan het spelprogramma.
- 1991: Wales doet onafhankelijk van Groot-Brittannië mee.
- 1992: Tsjecho-Slowakije doet in dit jaar één keer mee aan het programma. Doordat het land in Tsjechië en Slowakije wordt gedeeld, wordt verhinderd dat het land vaker dan één keer kan deelnemen. In 1992 doet voor het eerst ook een niet-Europees land mee aan Spel zonder grenzen: Tunesië. Ook haar deelname was eenmalig en hierna heeft nooit meer een land buiten Europa aan het programma deelgenomen.
- 1993: Griekenland, een 'onafhankelijk' Tsjechië en Hongarije zijn dit jaar de nieuwe deelnemers.
- 1994: Malta en de nieuwe republiek Slovenië (onafhankelijk geworden van Joegoslavië) doen dit jaar voor de eerste keer mee. Tot aan de 31e editie van het programma in 2007 doen geen nieuwe landen meer mee aan Spel zonder grenzen.
- 2007: Kroatië had in dit jaar toegezegd om mee te doen aan het spelprogramma. De EBU besloot echter om het programma geen doorgang te laten vinden in 2007.